# All Elite Wrestling
All Elite Wrestling, LLC (AEW) je američka profesionalna hrvačka promocija koju je osnovao Tony Khan u 2019. Početak ove promocije su predstavili poduzetnici Shahid Khan, koji je glavni vlasnik i investitor ove promocije te njegov sin Tony koji je postao predsjednik i izvršni direktor tvrtke. Profesionalni hrvači Cody Rhodes, kao i Matt i Nick Jackson poznatiji kao The Elite, su inauguracijski nagrađeni talenti za promociju. Njih trojica su izvođači i izvršni potpredsjednici zajedno s njihovim kolegom profesionalnim hrvačem i suosnivačem grupe The Elite Kenny Omegom. 
U listopadu 2019. AEW će imati tjedni televizijski program koji će se prenositi na TNT-iju u Sjedinjenim Državana. CBS Sports je objasnio da je pojavljivanje AEW-a kao "prva tvrtka koja će imati dovoljno velika financijska sredstva koja se može natjecati sa WWE-om na svjetskoj razini u posljednja dva desetljeća".

## Vanjske poveznice
- All Elite Wrestling na Facebooku
- All Elite Wrestling na Twitteru
- All Elite Wrestling na Instagramu
- All Elite Wrestling na YouTubeu